# Pákey Lajos
Pákei Pákey Lajos, gyakran Pákei helyesírással (Kolozsvár, 1853. március 1. – Kolozsvár, 1921. március 22.) kolozsvári építész.

## Életpályája
Apja, a nemesi származású id. pákei Pákey Lajos, az Erdélyi Főkormányszék titkára, művelt és művészi hajlamokkal megáldott ember volt, aki rajzoktatót fogadott fia mellé. Tanulmányait a kolozsvári unitárius kollégiumban kezdte, ahol hatodik osztályos korában már ő tanította az alsóbb osztályokban a rajzot. Nevéhez fűződik a kollégium zeneegyletének megalapítása is. 1872-től a budapesti József Műegyetemen műépítészetet tanult, majd 1873-ban Münchenben folytatta. 
1876 végén a bécsi Képzőművészeti Akadémiára ment, ahol a dán Theophil Hansen tanítványa lett. Hansen irodájában gyakornokként részt vett a bécsi Parlament tervezésében és kivitelezésében. 1880-ban szülővárosa meghívta a város főépítészének, ahol élete végéig dolgozott. Első nagyobb műve a városi közvágóhíd volt. Később a Magyar Királyi Állami Fa- és Fémipari Szakiskola és az I. Ferenc József Iparmúzeum (ez intézmény megalkotása is az ő nevéhez fűződik) igazgatója is volt. Ebben az időszakban hézagpótló munkaként ő maga írt az iskola számára Építéstan, Építési alaktan és Építési anyagismeret címmel tankönyveket. Főépítészként ő irányította Kolozsvár századvégi építészetét. Több tucat középület, templom és családi villa mellett, számos síremléket, illetve emlékművet tervezett. A kolozsvári Mátyás szobor talapzatának munkálatai nyomán Ferenc József Lovagrend Keresztje kitüntetést kapott.
Sem tanárként, sem építészként nem keresett új utakat, hanem a kiforrott eredmények szép és hasznos alkalmazását tekintette hivatásának. Élete végén elkezdte összegyűjteni Kolozsvár építészeti emlékeit: rajzokat készített a város bástyáiról és falairól, a középkori és barokk templomokról, reneszánsz lakóházakról, kapudíszekről és zárakról. Noha munkáját az első világháború és az azt követő román megszállás alatt is folytatta, időskori érelmeszesedése miatt nem sikerült befejeznie. Rajzai az Unitárius Püspökség levéltárába, illetve az Országos Műemléki Felügyelőség Magyar Építészeti Múzeumának tulajdonába kerültek. A gyűjtemény egy része megjelent az Erdélyi Múzeumban (1944). 1983-84-ben az Országos Műemléki Felügyelőség Magyar Építészeti Múzeuma tárlatot rendezett Székesfehérváron ezekből a rajzokból.

## Családja
1882-ben feleségül vette Fangh Antóniát (1864–1926). Három gyerekük született:  Edit (1884), Márta (1887) és Lajos (1892–1964). Kezdetben 1883-tól az egykori Magyar utca 1. szám alatt laktak, majd a Majális utcában felépült villába költöztek.

## Szabadkőműves pályafutása
Pákei Lajos szabadkőművességéről csak a hagyatékában talált díszoklevél (Magyar Építészeti Múzeum, MÉM 69.021.23 1.01 számú tétel) alapján tudunk, amely szerint 1887. április 15-én vették fel inasnak s legalábbis az oklevél kiadásáig, 1918-ig folyamatosan tagja volt a kolozsvári Unio szabadkőműves páholynak. Az oklevél szövege a következő: "A Világegyetem nagy Építőmesterének dicsőségére / A Magyarországi Symbolikus Nagypáholy / Védelme alatt Kolozsvár keletén dolgozó / Unio t. és t. szks. páholy / 1918 szeptember hó 25, tartott I. f. rendes munkáján / Pákey Lajos testvért, / A páholy érdemes tagját, aki a magyar szabadkőművesség / eszméinek 1887 április 15. állott szolgálatába / 31 éves szabadkőművességének emlékezetére a kir. / művészet érdekében folytatott munkássága / elismeréséül / tiszteleti tagjának / választotta s erről a jelen okmány kiadását határozta. / Kolozsvár keletén, / 1918 szeptember hó 15én. / Dr. Apáthy István / főmester"

## Művei

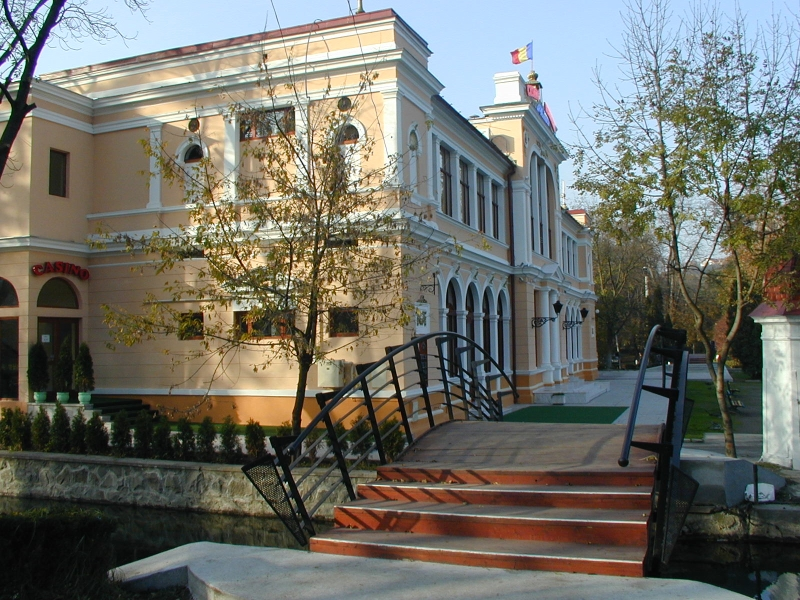
A sétatéri korcsolyapavilon

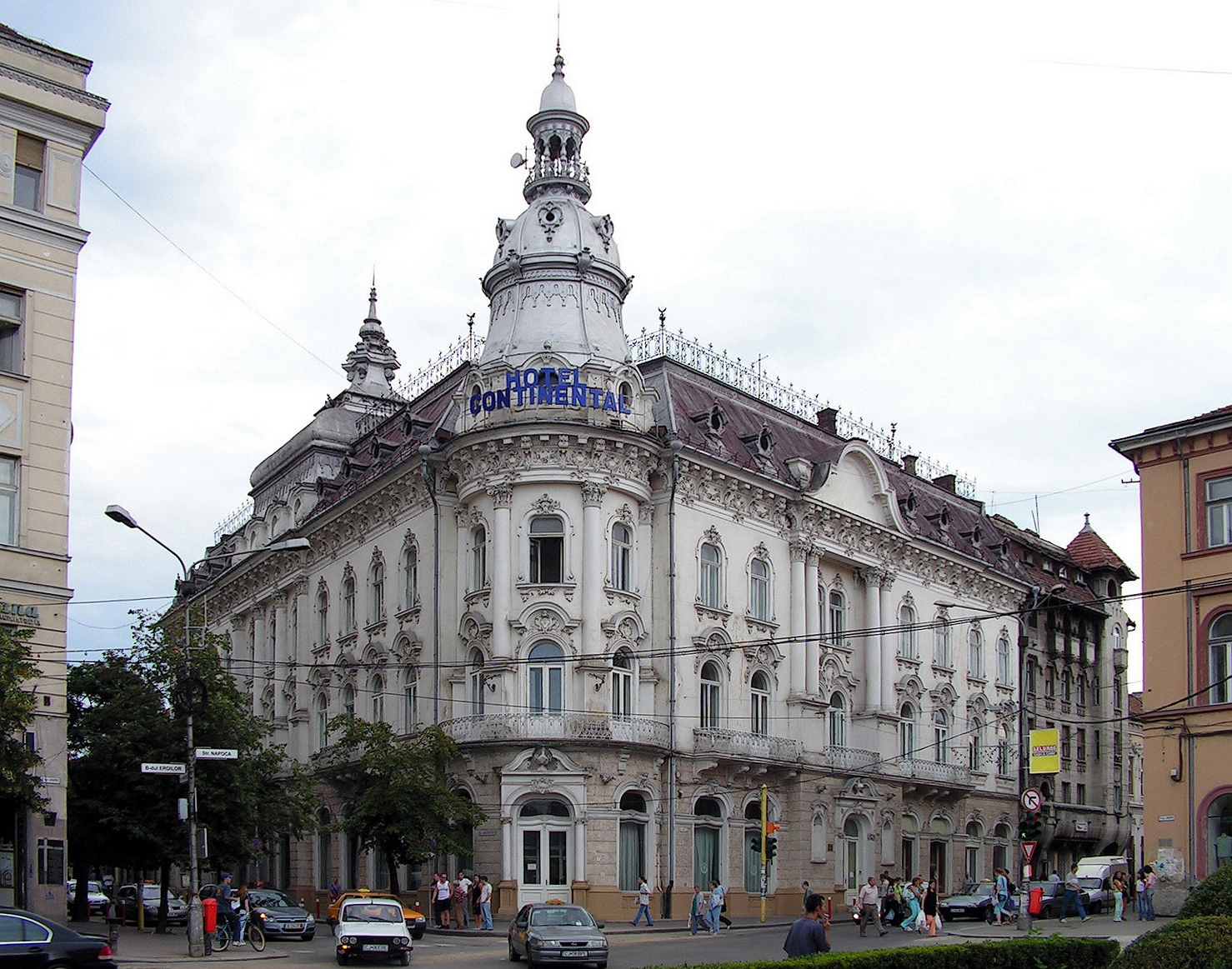
A New York szálló

- Templomok: bölöni, magyarsárosi, firtosmartonosi és székelyudvarhelyi unitárius templom; dicsőszentmártoni római katolikus templom
- Középületek: Unitárius kollégium, Kolozsvár; Unitárius Főgimnázium, Székelyudvarhely; Ipariskola, Kolozsvár (ma a Műszaki Egyetem épülete); Kereskedelmi Akadémia, Kolozsvár; New York-szálloda, Kolozsvár; sétatéri kioszk és korcsolyapavilon; közkórház, Bánffyhunyad; közkórház, Mócs
- Házak és kastélyok: Fadrusz János budai (naphegyi) műteremlakása; gróf Teleki István kastélya, Sáromberke; Béldy Tivadar kastélya, Bodola; Ugron István kastélya, Mezőzáh; várhegyi és orbói Teleki-kastély
- Felújítások: Mátyás király szülőháza, Kolozsvár; kövendi unitárius templom
- Szobrok: Mátyás szobor talapzata, Kolozsvár; Erzsébet-szobor talapzata, Kolozsvár; Mária Terézia szobor talapzata, Pozsony; Wesselényi-szobor talapzata, Zilah
- Síremlékek: Berde Mózes, Kolozsvár; Brassai Sámuel, Kolozsvár; Kéler Ilona színművésznő, Kolozsvár
- Emléktáblák: Kriza János, Nagyajta; 100 éves magyar színjátszás, Kolozsvár (Rhédey-palota);
- Egyéb: kolozsvári Szent Mihály-templom vasrácskerítése

## További információk

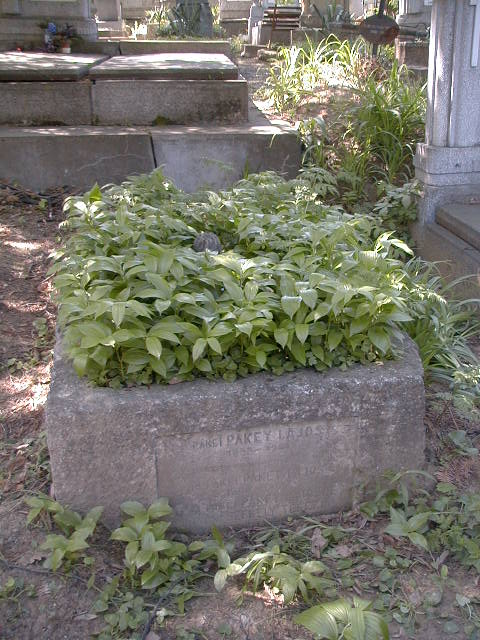
Pákey Lajos sírja Kolozsvárott, a Házsongárdi temetőben